# Neoseiulella tuberculata
Neoseiulella tuberculata är en spindeldjursart som först beskrevs av Wainstein 1958.  Neoseiulella tuberculata ingår i släktet Neoseiulella och familjen Phytoseiidae. Inga underarter finns listade i Catalogue of Life.